# Totalrevision der Schweizer Bundesverfassung 1874

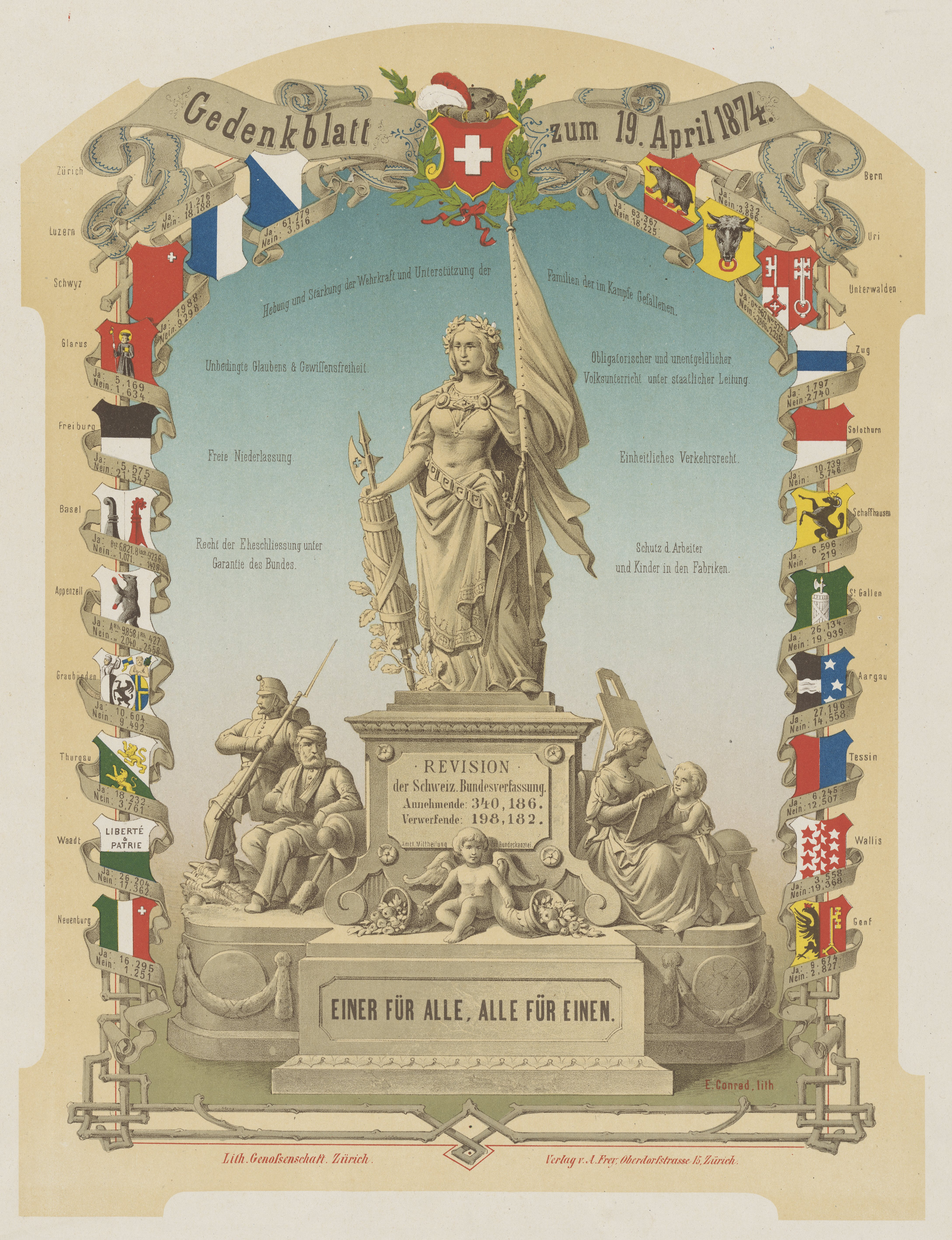
Gedenkblatt zur Abstimmung über die Bundesverfassung vom 19. April 1874

Die Totalrevision der Schweizer Bundesverfassung 1874 war das Thema einer Volksabstimmung in der Schweiz. Sie fand am 19. April 1874 statt und betraf die geplante Totalrevision der seit 1848 bestehenden Bundesverfassung. Nachdem ein zentralistischer Verfassungsentwurf zwei Jahre zuvor knapp am Widerstand von Katholisch-Konservativen und Föderalisten gescheitert war, wurde ein neuer Entwurf erarbeitet, der einige der Kritikpunkte berücksichtigte und nun die Zustimmung der Föderalisten fand. Die 1874 angenommene Verfassung hatte bis 1999 Bestand und wirkt in ihren Grundzügen bis heute nach.

## Ausgangslage
Am 12. Mai 1872 war ein vom Parlament ausgearbeiteter Entwurf für eine neue Verfassung am Volks- und Ständemehr gescheitert. Nicht nur die Katholisch-Konservativen hatten ihn abgelehnt, sondern auch überwiegend aus der Romandie stammende Föderalisten, die sich gegen den zu stark ausgeprägten Zentralismus zur Wehr gesetzt hatten. Das relativ knappe Abstimmungsergebnis (50,51 % Ablehnung) bewog die Revisionsbefürworter dazu, die Arbeiten an einer neuen Verfassung umgehend wieder aufzunehmen. Das Ergebnis der Nationalratswahlen 1872 stärkte ihre Position. Bereits in der ersten Sitzung des neu gewählten Nationalrats stand die Verfassungsrevision zur Debatte. Eine von 80 Nationalräten unterzeichnete und im Dezember 1872 von beiden Parlamentskammern mit deutlicher Mehrheit überwiesene Motion forderte den Bundesrat auf, unverzüglich mit den Vorbereitungen zu beginnen. Um die Kräfte zu bündeln und im Volk frühzeitig vermehrten Rückhalt für eine Revision zu gewinnen, gründeten besonders reformfreudige Freisinnige im Februar 1873 den Schweizerischen Volksverein, einen Vorläufer der FDP.

## Verhandlungen
Der am 4. Juli 1873 vom Bundesrat präsentierte Revisionsentwurf kam den Föderalisten entgegen, indem er die Bundeskompetenzen in den Bereichen Armee, Rechtsvereinheitlichung und Schule gegenüber der Vorlage von 1872 zurückschraubte. So sollte sich die Zuständigkeit des Bundes vorerst auf die Gesetzgebung über die persönliche Handlungsfähigkeit, das Obligationenrecht, die Handels- und Wechselfreiheit sowie das Betreibungs- und Konkursrecht beschränken. Angesichts des weiterhin erbittert geführten Kulturkampfs stellte der Entwurf religionspolitische Aspekte in den Mittelpunkt. Mithilfe konfessioneller Ausnahmeartikel sollte der Machtanspruch der Römisch-katholischen Kirche in die Schranken gewiesen werden. Dazu gehörten ein Verbot des Jesuitenordens, das Verbot der Errichtung oder Wiedererrichtung von Klöstern sowie das Verbot der Einrichtung neuer Bistümer in der Schweiz ohne ausdrückliche Genehmigung des Bundes. Ausserdem sollte Angehörigen des geistlichen Standes die Wahl in den Nationalrat verwehrt werden.
Beide Räte wählten eine Revisionskommission, wobei jene des Nationalrats eindeutig die Führungsrolle übernahm. In den Beratungen setzte sich ein Kompromiss durch, wonach dem Bund das Gesetzgebungsrecht in vorgegebenen Teilbereichen überlassen werden sollte; hingegen sollten Teile des Zivilrechts, das Strafrecht und die Strafprozessordnungen weiterhin in die Kompetenz der Kantone fallen. Ähnlich wie 1872 sollte das Militärwesen Sache des Bundes sein, allerdings sollten die Kantone ihre Truppen beibehalten dürfen. Als Zugeständnis an Konservative und Demokraten hielten die Räte am Übergang von einer repräsentativen zu einer halbdirekten Demokratie fest und bestätigten den bereits 1872 gefällten Beschluss, fakultative Referenden einzuführen. Mit Kompromissen gelang es, die massgebenden föderalistischen Freisinnigen und Liberalen der Romandie für das Projekt zu gewinnen. Die strategische Losung lautete dabei Il nous faut les Welsches! („Wir brauchen die Welschen!“)
In allen Bereichen, die den Kulturkampf tangierten, traten sämtliche reformbereiten Kräfte geeint auf und gingen teilweise sogar noch weiter als der Bundesrat. So sollte dem Bund und den Kantonen erlaubt werden, gegen Eingriffe kirchlicher Behörden in die Rechte der Bürger und des Staates «die geeigneten Massnahmen» treffen zu können. Ebenfalls gegen die Katholisch-Konservativen gerichtet war eine Bestimmung im Schulartikel, wonach der Primarschulunterricht obligatorisch und kostenlos sein müsse sowie von Angehörigen aller Bekenntnisse ohne Beeinträchtigung ihrer Glaubens- und Gewissensfreiheit besucht werden dürfe. In der Schlussabstimmung nahm der Nationalrat die Revision mit 103 zu 20 Stimmen an, der Ständerat mit 25 zu 14 Stimmen; sämtliche Neinstimmen kamen von den Konservativen.

## Die Abstimmung
Im Wesentlichen umfasste der Verfassungsentwurf folgende Neuerungen:
- Erweiterung der Gesetzgebungskompetenz des Bundes in bestimmten Bereichen als Grundlage für eine einheitliche Rechtsanwendung, gesichert durch das jetzt ständige Bundesgericht.
- Glaubens- und Gewissensfreiheit für alle Glaubensgemeinschaften, einschliesslich der Juden in der Schweiz (unter Vorbehalt der konfessionellen Ausnahmeartikel gegen die römisch-katholische Kirche).
- Erweiterung der Niederlassungsfreiheit ohne Einschränkung der Ausübung politischer Rechte.
- Abschaffung von Körperstrafen, Schuldhaft und Todesstrafe.
- Übertragung sämtlicher Angelegenheiten des Zivilstands von geistlichen Behörden an den Staat.
- Ehefreiheit
- Einführung von fakultativen Referenden, für die 30'000 Unterschriften erforderlich sind.

Im Abstimmungskampf widerspiegelten sich die neuen Mehrheitsverhältnisse im Parlament zugunsten einer Revision. Die Föderalisten konnten mit den Kompromissen bezüglich eingeschränkter Zentralisierung leben und standen auch entschlossen hinter den kulturkämpferischen Verschärfungen. Entsprechend stellten sich nur noch die Katholisch-Konservativen gegen die Verfassungsrevision. Sie verurteilten die Angriffe auf die Souveränität der Kantone, die Gläubigen und die Kirche. Demgegenüber priesen die Befürworter die Neuerungen als demokratischen Fortschritt, wodurch der Zusammenhalt und der Friede im Land gefördert würden. Eine klare Mehrheit der Abstimmenden nahm die Vorlage an. Zum Teil deutlich lehnten überwiegend katholisch-konservative Kantone die neue Verfassung ab. Im Vergleich zu 1872 wechselten die Kantone Appenzell Ausserrhoden, Genf, Graubünden, Neuenburg und Waadt ins Ja-Lager, wodurch auch ein Ständemehr resultierte. In Kraft trat die neue Verfassung am 29. Mai 1874.

## Ergebnis

### Gesamtergebnis
| Nr. | Art | Stimm- berechtigte | Abgegebene Stimmen | Beteiligung | Gültige Stimmen | Ja      | Nein    | Ja-Anteil | Nein-Anteil | Stände | Ergebnis |
| --- | --- | ------------------ | ------------------ | ----------- | --------------- | ------- | ------- | --------- | ----------- | ------ | -------- |
| 12  | OR  | k. A.              | k. A.              | k. A.       | 538'212         | 340'199 | 198'013 | 63,21 %   | 36,79 %     | 13½:8½ | ja       |

### Ergebnisse in den Kantonen
Quelle: Bundeskanzlei
| Kanton                     | Ja-Stimmen | Ja-Anteil | Nein-Stimmen | Nein-Anteil |
| -------------------------- | ---------- | --------- | ------------ | ----------- |
| Aargau                     | 027'196    | 65,13 %   | 014'558      | 34,87 %     |
| Appenzell Ausserrhoden (½) | 009'858    | 82,85 %   | 002'040      | 17,15 %     |
| Appenzell Innerrhoden (½)  | .000427    | 14,30 %   | 002'558      | 85,70 %     |
| Basel-Landschaft (½)       | 009'236    | 86,61 %   | 001'428      | 13,39 %     |
| Basel-Stadt (½)            | 006'821    | 86,43 %   | 001'071      | 13,57 %     |
| Bern                       | 063'367    | 77,66 %   | 018'225      | 22,34 %     |
| Freiburg                   | 005'568    | 20,67 %   | 021'368      | 79,33 %     |
| Genf                       | 009'674    | 77,39 %   | 002'827      | 22,61 %     |
| Glarus                     | 005'169    | 75,88 %   | 001'643      | 24,12 %     |
| Graubünden                 | 010'624    | 52,81 %   | 009'492      | 47,19 %     |
| Luzern                     | 011'276    | 38,27 %   | 018'188      | 61,73 %     |
| Neuenburg                  | 016'295    | 92,87 %   | 001'251      | 07,13 %     |
| Nidwalden (½)              | .000522    | 18,93 %   | 002'235      | 81,07 %     |
| Obwalden (½)               | .000562    | 16,68 %   | 002'807      | 83,32 %     |
| Schaffhausen               | 006'596    | 96,79 %   | .000219      | 03,21 %     |
| Schwyz                     | 001'988    | 17,61 %   | 009'298      | 82,39 %     |
| Solothurn                  | 010'739    | 65,14 %   | 005'746      | 34,86 %     |
| St. Gallen                 | 026'134    | 56,72 %   | 019'939      | 43,28 %     |
| Tessin                     | 006'245    | 33,30 %   | 012'507      | 66,70 %     |
| Thurgau                    | 018'232    | 82,90 %   | 003'761      | 17,10 %     |
| Uri                        | .000332    | 07,91 %   | 003'866      | 92,09 %     |
| Waadt                      | 026'204    | 60,15 %   | 017'362      | 39,85 %     |
| Wallis                     | 003'558    | 15,52 %   | 019'368      | 84,48 %     |
| Zug                        | 001'797    | 39,61 %   | 002'740      | 60,39 %     |
| Zürich                     | 061'779    | 94,62 %   | 003'516      | 05,38 %     |
| Schweiz                    | 340'199    | 63,21 %   | 198'013      | 36,79 %     |

## Auswirkungen
Die Einführung des fakultativen Referendums machte den Einbezug jener Kräfte, die nicht nur in Bezug auf einen speziellen Themenkreis, sondern auf ein breites Spektrum politischer Fragen referendumsfähig waren, über kurz oder lang zu einer Notwendigkeit. Sie leitete damit einen langen soziopolitischen Prozess ein, in dessen Verlauf die schweizerische Konkordanzdemokratie entstehen sollte. Bis 1996 wurde die Bundesverfassung über 140 Mal teilrevidiert. Die Einfügungen in den bestehenden Text wurden mit lateinischen Zahlen (bis, ter, quater usw.) gekennzeichnet. Da sie in Bezug auf Entstehungszeit, Ausführlichkeit und sprachlicher Formulierung grosse Unterschiede aufwiesen, wurde die Bundesverfassung über die Jahrzehnte zusehends heterogener und unübersichtlicher. Die Änderungen tangierten die bundesstaatliche Kompetenzverteilung, die politischen Rechte, die Organisation der Bundesbehörden und die Grundrechte. Allgemein verschoben sich die Kompetenzen von den Kantonen immer mehr zum Bund hin, während neue Kompetenzen von Anfang an dem Bund übertragen wurden. Viele dieser Kompetenzerweiterungen zogen die Schaffung entsprechender Behörden nach sich und führten so zu einem massiven Ausbau der Bundesverwaltung sowie zu einer Zunahme des Bundespersonals. Grundlegende Teilrevisionen waren die Einführung der Volksinitiative (1891), des Proporzwahlrechts bei Nationalratswahlen (1918), des Staatsvertragsreferendums (1921) und des Frauenstimmrechts (1971). Die Bundesverfassung von 1874 wurde am 1. Januar 2000 durch die totalrevidierte Verfassung von 1999 abgelöst.